# Абеи дьо Бон Есперанс (бира)
„Абеи́ дьо Бон Есперанс“ (на френски: Abbaye de Bonne-Espérance) е марка белгийска абатска бира, произведена и бутилирана в пивоварната „Brasserie de Brunehaut“ в Quenast, част от Ребек, провинция Валонски Брабант, Централна Белгия. „Абеи дьо Бон Есперанс“ e една от белгийските марки бира, която от 1999 г. има правото да носи логото „Призната белгийска абатска бира“ (Erkend Belgisch Abdijbier), обозначаващо спазването на стандартите на „Съюза на белгийските пивовари“ (Unie van de Belgische Brouwers).

## История
Историята на бирата е свързана с историческо норбертинско абатство Бон Есперанс в Vellereille-les-Brayeux, част от град Естин, окръг Тюен на провинция Ено, Югозападна Белгия. Абатството е основано през 1130 г. и съществува до 1794 г., като по време на Френската революция монасите са прогонени, а сградите и имуществото на абатството са конфискувани и продадени. През 1830 г. в сградите на абатството е открита семинария за обучение на свещеници „Petit Séminaire de Bonne-Espérance“, а понастоящем в абатството функционира смесен колеж с обучение по основно и средно образование под името „Collège Notre-Dame de Bonne-Espérance“.
В абатството се вари бира още през средновековието. С ликвидирането на абатството в края на ХVІІІ век пивоварната традиция е преустановена за почти два века. Производството на абатската бира с марката „Abbaye de Bonne-Espérance“ е възродено през 1978 г. от пивоварната „Brasserie Lefebvre“, а още през 1980 г. започва успешен износ за Италия.

## Марки бира
Търговският асортимент на пивоварната, включва шест бири с марката „Abbaye d'Aulne“:
- Abbaye de Bonne-Espérance Blonde – блонд (светла) бира с алкохолно съдържание 6,3 %.
- Abbaye de Bonne-Espérance Brune – тъмнокафява бира с алкохолно съдържание 6,3 %.
- Abbaye de Bonne-Espérance Blonde légèrement ambrée, кехлибарена бира с алкохолно съдържание 7,8 %